# Manon (Massenet)
Manon [manɔ] je opera o pěti jednáních francouzského skladatele Julese Masseneta, která vznikla v roce 1884 na libreto, jehož autory jsou Henri Meilhac a Philippe Gille. Předlohou libreta byl román abbého Prévosta z roku 1731 L'Histoire du chevalier Des Grieux et de Manon Lescaut. Poprvé byla uvedena v Opéra-Comique v Paříži 19. ledna 1884.

## Historie
Podle Prévostovy předlohy vznikly též opery Manon Lescaut francouzského skladatele Daniela Aubera (1856) a Manon Lescaut italského skladatele Giacoma Pucciniho (1893). Massenetova Manon je ze všech tří oper uváděna na světových operních scénách nejčastěji a svým zpracováním nejlépe vystihuje kouzlo tehdejšího období ve Francii. Jules Massenet později připsal k opeře Manon ještě jednoaktové pokračování, Le portrait de Manon (1894), v němž představuje rytíře Des Grieux jako staršího muže.

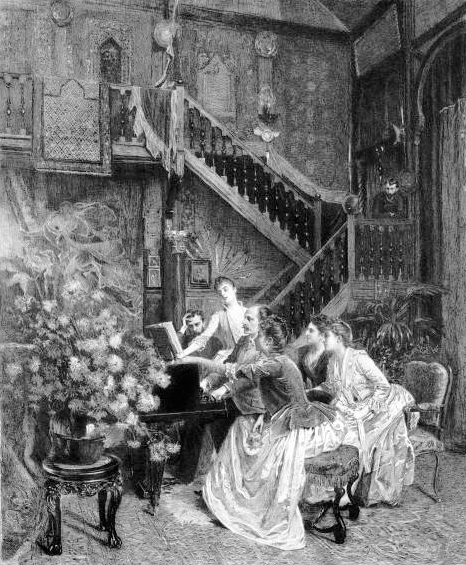
Jules Massenet zkouší roli Manon s americkou pěvkyní Sibyl Sanderson, autor: Charles Baude (1889)

V roli Manon se představily známé světové sopranistky Marie Heilbron, Geraldine Farrar, Sibyl Sanderson (Massenetova osobní favoritka), Fanny Heldy, Lucrezia Bori, Bidu Sayao, Victoria de los Angeles, Anna Moffo, Edita Gruberová, Renée Flemingová a další. V moderních nastudováních z roku 2007 zazářila Anna Netrebko a Natalie Dessayová, která kromě zpěvu zaujala i svým hereckým projevem; v roli rytíře des Grieux se představil mexický tenorista Rolando Villazón. Tuto roli má a měla ve svém repertoáru řada tenoristů, z nichž nejznámější byli Enrico Caruso a Luciano Pavarotti.
Rok po pařížské premiéře měla opera Manon v lednu 1885 premiéru v Británii v Liverpoolu. V USA na Academy of Music v New Yorku byla uvedena 23. prosince téhož roku. V Royal Opera House v Londýně byla poprvé uvedena 19. května 1891 a v období po 2. světové válce v roce 1947, 1987 a 2010. V Metropolitní opeře v New Yorku byla představena poprvé 16. ledna 1895 a San Francisco Opera ji měla ve svém repertoáru od roku 1924; zatím naposledy v roce 1998. V Národním divadle v Praze měla premiéru 19. září 1885, jako první uvedení v rámci Rakouska-Uherska; čeština byla také po francouzštině a angličtině teprve třetím jazykem, ve kterém byla Manon uvedena.

## Hlavní postavy
- Manon Lescaut – soprán

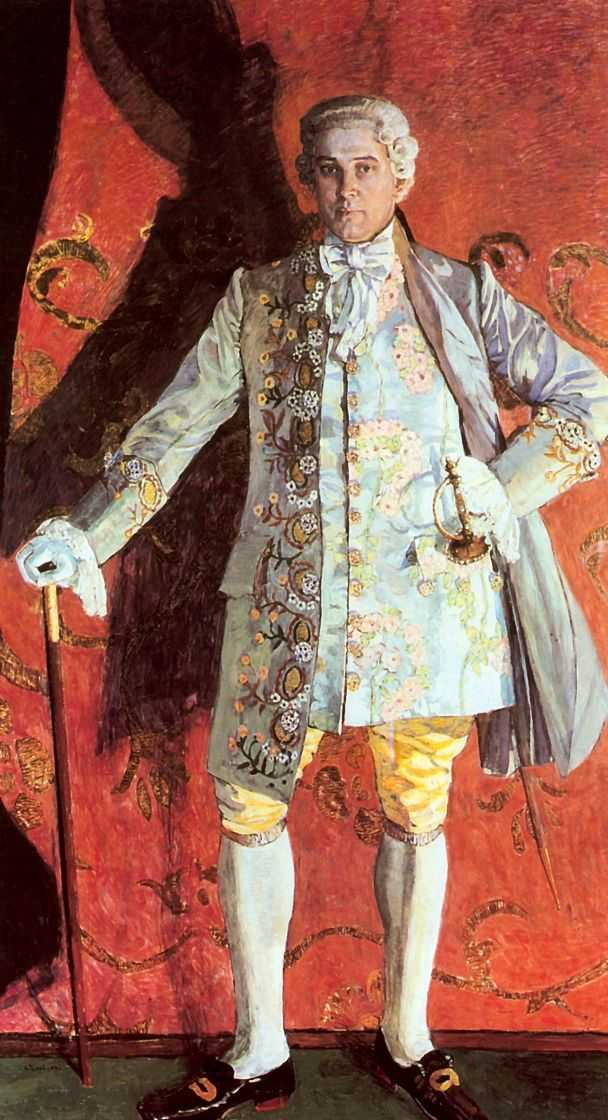
Dmitrij Smirnov jako rytíř Des Grieux, autor: Alexandr Golovin (1909)

- Rytíř (chevalier) Des Grieux – tenor
- Lescaut, bratranec Manonin – baryton
- Hrabě Des Grieux, rytířův otec – bas
- Guillot de Morfontaine – tenor
- Pan de Brétigny – baryton
- Poussette, herečka – soprán
- Javotte, herečka – mezzosoprán
- Rosette, herečka – mezzosoprán
- Hostinský – bas
- Seržant – baryton

## Obsah
Děj se odehrává ve Francii za vlády krále Ludvíka XV.

### 1. dějství
Nádvoří hostince v Amiens
Do hostince právě dorazila veselá společnost. Je to šlechtic de Brétigny, bohatý, stárnoucí hrabě Guillot de Morfontaine
a tři koketní mladé herečky. Zatímco hostinský připravuje slavnostní večeři, měšťané se shromažďují a čekají na příjezd dostavníku z Arrasu. Mezi nimi je i gardista Lescaut, který vypráví svým kamarádům, že má v plánu se setkat se svou příbuznou. Objeví se kočár a v davu Lescaut rychle rozpozná svou křehkou, mladou sestřenici Manon, která se zdá být poněkud zmatená
(árie: Je suis encore tout étourdie), protože je to její první cesta, na které je zároveň poslána do kláštera.
Stárnoucí hrabě Guillot ji začne hned svádět a nabízí jí svůj kočár, ve kterém mohou společně odjet. Jeho svádění je přerušeno návratem bratrance Manon, Lescauta, který jí dává ponaučení o tom, jak se má mladá dívka správně chovat (árie: Regardez-moi bien dans les yeux). Pak ji ještě jednou opustí bez dozoru a ona obdivuje módně oblečené herečky a jejich způsob života, ale zároveň si to hned vyčítá (árie: Voyons, Manon) a nepřesvědčivě si slibuje, že se zbaví všech světských představ.
Rytíř Des Grieux, který cestuje domů, aby spatřil svého otce, zahlédne Manon a okamžitě se zamiluje. Když se k ní přiblíží a představí se, Manon je okouzlena jeho titulem i jménem (árie: Et je sais votre nom). Obě jejich plánované cesty, její do kláštera a rytířova k domovu jsou rychle zapomenuty a oni se rozhodnou společně uprchnout do Paříže (árie: Nous vivrons à Paris). Použijí k tomu kočár, který nabídl Manon zhrzený Guillot de Morfontaine.

### 2. dějství
Byt rytíře Des Grieux v Paříži
Des Grieux píše s malou nadějí svému otci a prosí o povolení uzavřít manželství s Manon. Do bytu vtrhne Lescaut v doprovodu šlechtice de Brétigny, který se vydává za jeho kolegu, gardistu. Lescaut sehraje scénu o uražené rodinné cti, ale ve skutečnosti chce pomoci svému příteli de Brétigny získat Manon pro sebe. Des Grieux se snaží dokázat své čestné úmysly a ukazuje Lescautovi svůj dopis.
Mezitím de Brétigny varuje Manon, že Des Grieux bude večer unesen na příkaz svého otce a nabízí jí svou ochranu a bohatství a snaží se jí přesvědčit, aby pomyslela na svoji lepší budoucnost po jeho boku. Když oba návštěvníci odejdou, Manon váhá mezi přijetím nabídky od pana de Brétigny a varováním rytíře des Grieux. Když její milenec opustí byt, aby mohl odeslat dopis otci, Manon se loučí s malým stolkem, který byl svědkem jejich krátké lásky (árie: Adieu, notre petite table) a je jasné, že se rozhodla pro nabídku bohatého šlechtice de Brétigny. Des Grieux, který neví o příčině a změně jejích úmyslů, vyjadřuje skromnější představu jejich budoucího štěstí (árie: En fermant les yeux). Když se ozvou silné rány, Des Grieux jde ven, aby zjistil co se děje, je chycen a odtažen pryč, zanechávaje Manon jejím výčitkám.

### 3. dějství

#### 1. obraz
Paříž, promenáda na Cours-la-Reine ve sváteční den
Mezi davem výletníků a prodejců zboží všeho druhu jsou i Lescaut a Guillot. Zatímco ten druhý stále flirtuje s mladými herečkami, Lescaut vyjadřuje radost z hazardních her (árie: À quoi bon l'économie ?). Přichází de Brétigny, aby se připojil k Manon, nyní bohatě oblečené a obklopené družinou obdivovatelů. Ona zpívá o své nové situaci (árie: Je marche sur tous les chemins, následovaná gavotou: Obéissons quand leur voix appelle ), o radostech lásky a mládí.
Hrabě Des Grieux se zdraví s panem de Brétigny a Manon zaslechne, že její bývalý milenec vstoupil do semináře v Saint-Sulpice jako abbé. Manon se snaží z rozhovoru zjistit, zda ji syn hraběte stále miluje. Guillot se pak pokusí získat přízeň Manon tím, že objedná představení tanečníků z Académie Royale de Musique, neboť projevila přání je vidět. Ale Manon hoří touhou spatřit des Grieux ještě jednou, odmítá Guillotovy výtky, že nevěnuje pozornost představení a spěchá pryč do Saint-Sulpice.

#### 2. obraz
Seminář v Saint-Sulpice
Z kaple kongregace odcházejí návštěvníci nadšení kázáním nového abbé (árie: Quelle éloquence!). Des Grieux se vrátí do přijímací místnosti semináře, kam přichází jeho otec se slovy chvály na kázání, ale zároveň odrazuje svého syna od tohoto nového života a radí mu aby se oženil s počestnou dívkou v zájmu udržení rodového jména (árie: Épouse quelque brave fille). Odchází poté, co nedokázal zviklat jeho odhodlání a sám des Grieux znovu prožívá vzpomínky na Manon, které se snaží všemožně zaplašit (árie: Ach, fuyez douce image). Když se modlí, Manon, která vstoupí do místnosti, sama prosí o odpuštění za svoji nevěru. Des Grieux se ji pokouší prudce odmítnout, ale když mu připomíná jejich něžné laskání (árie: N'est-ce plus ma main ?), jeho odpor je překonán a jejich hlasy splývají ve vášnivém vyznání lásky.

### 4. dějství
Herní salon v hotelu Transylvanie
Lescaut a Guillot hrají karty o peníze a tři mladé herečky jsou připraveny připojit se k tomu, kdo zvítězí. Manon přijíždí do salonu spolu s Des Grieux, který oznamuje všem svou naprostou oddanost Manon (árie: Manon ! Manon ! Sphinx étonnant). Ta ho přemlouvá, aby se zapojil do hry v naději, že získají bohatství, po kterém Manon stále touží. Des Grieux hraje karty s Guillotem, stále vyhrává a Guillotovi nezbývá než zvyšovat sázky. Když Manon jásá nad velkou výhrou svého milence, Guillot obviňuje Des Grieuxe z podvádění a nařkne Manon, že je s ním spolčena. Des Grieux odmítá obvinění, Guillot odchází a po chvíli se vrací s policií a přikazuje zatknout rytíře Des Grieux jako falešného hráče a Manon jako podvodnici lehkých mravů.
Vstoupí hrabě Des Grieux, který sledoval syna a řekne mu, že se přimluví za jeho brzké propuštění, ale pro záchranu Manon, že neudělá nic. Manon běduje nad ztrátou všech nadějí na radostný život. Des Grieux se jí snaží ochránit, ale nakonec jsou za zděšení všech přítomných oba zatčeni a odvedeni pryč.

### 5. dějství
Pusté místo u silnice do Le Havre
Manon, jako žena pokleslých mravů, byla odsouzena k deportaci do Kanady. Des Grieux, propuštěný na svobodu po zásahu svého otce a kajícný Lescaut, nyní jeho spojenec, se domlouvají, že přepadnou konvoj, v němž je Manon převážena do přístavu.
Oddíl vojáků dorazí se svými vězni na povoze. Oba muži si uvědomí, že nelze útočit na tak silný doprovod, ale Lescautovi se podaří uplatit jejich seržanta, aby nechal do večera Manon o samotě rozloučit se se svým milým. Konvoj se dá do pohybu a nemocná a vyčerpaná Manon padá na zem k nohám Des Grieuxe.
V jeho náručí slabostí blouzní a znovu prožívá své dřívější štěstí. Des Grieux jí říká, že minulost se ještě může opakovat, ale Manon, teď už klidná, ví, že je příliš pozdě. Se slovy Et c'est l'histoire de Manon Lescaut umírá.

## Známé árie
- 1. dějství – Manon: Je suis encore tout étourdie (Jsem stále úplně omámená)
- 2. dějství – Des Grieux: En fermant les yeux (Zavírám oči)
- 2. dějství – Manon: Adieu, notre petite table (Sbohem, náš stolečku)
- 3. dějství – Manon: Obéissons quand leur voix appelle (Pojďme, když volá jejich hlas)
- 3. dějství – Des Grieux: Ach, fuyez douce image (Ach, prchněte sladké představy)

## Nahrávky
| Rok     | Role (Manon, rytíř Des Grieux, Lescaut, hrabě Des Grieux)            | Dirigent, orchestr a sbor opery                                                | Značka                                                          |
| ------- | -------------------------------------------------------------------- | ------------------------------------------------------------------------------ | --------------------------------------------------------------- |
| 1923    | Fanny Heldy, Jean Marny, Léon Ponzio, Pierre Dupré                   | Henri Büsser orchestr a sbor Opéra comique                                     | CD: Malibran Music Cat: MR 558 CD: MARSTON                      |
| 1928–29 | Germaine Féraldy, Joseph Rogatchewsky, Georges Villier, Louis Guénot | Elie Cohen orchestr a sbor Opéra comique                                       | CD: Naxos «Historical» Cat: 8.110203-04                         |
| 1937    | Bidu Sayão, Sydney Rayner, Richard Bonelli, Chase Baromeno           | Maurice Abravanel orchestr Metropolitní opery                                  | CD: Naxos «Historical» Cat: 8.110003-5                          |
| 1951    | Janine Micheau, Libero de Luca, Roger Bourdin, Julien Giovanetti     | Albert Wolff orchestr a sbor Opéra comique                                     | CD: Preiser Records Cat: 20013                                  |
| 1955    | Victoria de los Ángeles, Henri Legay, Michel Dens, Jean Borthayre    | Pierre Monteux orchestr a sbor Opéra comique                                   | CD: Naxos «Historical» Cat: 8.111268-70 / Testament SBT 3203    |
| 1969    | Mirella Freni, Luciano Pavarotti, Rolando Panerai, Antonio Zerbini   | Peter Maag Teatro alla Scala di Milano (živá nahrávka)                         | CD: Opera d'Oro Cat: OPD-1270                                   |
| 1970    | Beverly Sills, Nicolai Gedda, Gérard Souzay, Gabriel Bacquier        | Julius Rudel Ambrosian Opera Chorus Philharmonia Orchestra                     | CD: DG Cat: 474 950-2                                           |
| 1982    | Ileana Cotrubas, Alfredo Kraus, Gino Quilico, José van Dam           | Michel Plasson sbor a Orchestre National du Capitole de Toulouse               | CD: Angel Cat: 49610                                            |
| 1999    | Angela Gheorghiu, Roberto Alagna, Earle Patriarco, José van Dam      | Antonio Pappano orchestr a sbor Théâtre Royal de la Monnaie                    | CD: EMI Cat: 81842                                              |
| 2001    | Renée Flemingová, Marcelo Alvarez, Jean-Luc Chaignaud, Alain Vernhes | Jesús López-Cobos orchestr a sbor Opéra National de Paris                      | CD: Sony S3K 90458 DVD (Video): TDK «Mediactive» Cat: DVOPMANON |
| 2007    | Anna Netrebko, Rolando Villazón, Alfredo Daza, Christof Fischesser   | Daniel Barenboim Staatskapelle Berlin a sbor Berlínské státní opery            | DVD: Deutsche Grammophon Cat: 073 4431                          |
| 2007    | Natalie Dessay, Rolando Villazón, Manuel Lanza, Samuel Ramey         | Victor Pablo Pérez symfonický orchestr a sbor Gran Teatre del Liceu, Barcelona | DVD: Virgin Classics Cat: 5050689 7                             |